# Tmolus iodinus
Tmolus iodinus är en fjärilsart som beskrevs av William James Kaye 1913. Tmolus iodinus ingår i släktet Tmolus och familjen juvelvingar. Inga underarter finns listade i Catalogue of Life.